# Droga wojewódzka 592
Die Droga wojewódzka 592 (DW 592) ist eine Woiwodschaftsstraße in Polen. Auf einer Länge von 75 Kilometern verläuft sie in West-Ost-Richtung innerhalb der Woiwodschaft Ermland-Masuren und verbindet die Städte Bartoszyce (Bartenstein), Korsze (Korschen), Kętrzyn (Rastenburg) und Giżycko (Lötzen) miteinander. Außerdem ist die DW 592 Bindeglied zwischen den Landesstraßen DK 51, DK  59 sowie DK 63 und den Woiwodschaftsstraßen DW 512, DW 590, DW 591, DW 594 sowie DW 642.
Der Verlauf der DW 592 entspricht dem Verlauf der ehemaligen deutschen Reichsstraße 135.

## Straßenverlauf der DW 592
Woiwodschaft Ermland-Masuren:
Powiat Bartoszycki (Kreis Bartenstein):
- Bartoszyce (Bartenstein) (Anschluss: → : Olsztynek (Hohenstein) – Olsztyn (Allenstein) – Lidzbark Warmiński (Heilsberg) ↔ Bezledy (Beisleiden)/ Russland, und → : Szczurkowo (Schönbruch) ↔ Górowo Iławeckie (Landsberg) – Pieniężno (Mehlsack))
- Wawrzyny (Laurienen)
- Ceglarki (Ernsthof)
- Sędławki (Sandlack)
- Dębówko (Eichenbruch)
- Kinkajmy (Kinkeim)
- Wardomy (Wordommen)
- Maszewy (Maxkeim)
- Łabędnik Mały (Klein Schwansfeld)
- Łabędnik (Groß Schwansfeld)

Powiat Kętrzyński (Kreis Rastenburg):
- Kowalewo Małe (Wotterkeim)
- Łankiejmy (Langheim)
- Długi Lasek (Langwäldchen) (Anschluss: → : Barciany (Barten) – Korsze (Korschen) ↔ Reszel (Rößel) – Biskupiec (Bischofsburg))
- Polany (Annafeld)
- Kraskowo (Schönfließ)
- Dzikowina (Eberstein)
- Płutniki (Plötnick)
- Garbno (Lamgarben)
- Banaszki (Bannaschkeim)
- Gałwuny (Groß Galbunen)
- Kętrzyn (Rastenburg) (Anschluss: → : → Reszel (Rößel) – Bisztynek (Bischofstein) Die DW 592 bei Kętrzyn und: → : Mrągowo (Sensburg) ↔ Barciany (Barten) – Michałkowo (Langmichels))

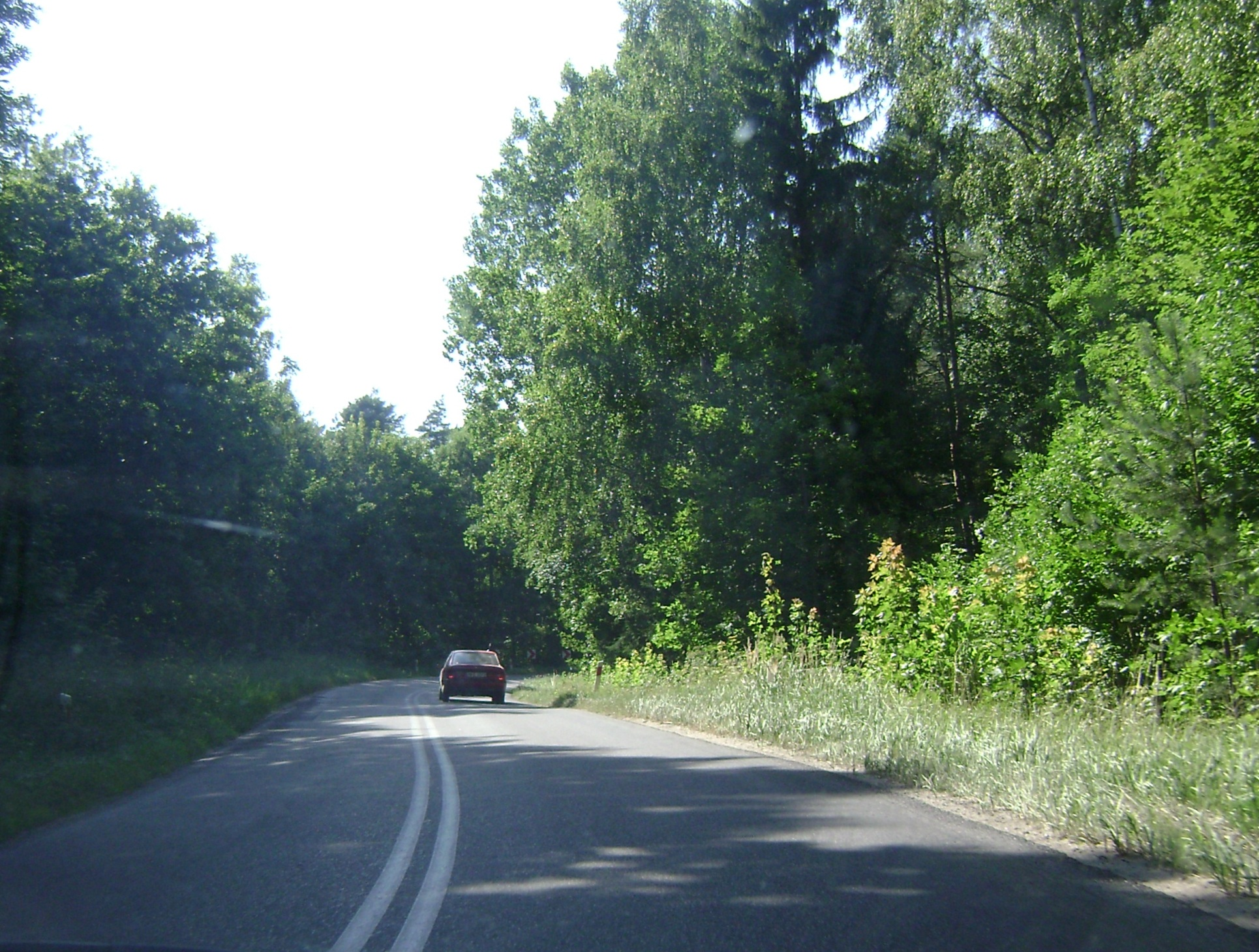
Die DW 592 bei Kętrzyn

- Kruszewiec (Krausendorf)
- Karolewo (Karlshof)
- Kwiedzina (Queden)
- Pożarki (Pohiebels)
- Martiany (Mertensheim)

Powiat Giżycki (Kreis Lötzen):
- Sterławki Wielkie (Groß Stürlack) (Anschluss: → : → Ryn (Rhein) – Woźnice (Wosnitzen, 1938–1945 Julienhöfen))
- Sterławki Średnie

- Sterławki Małe (Klein Stürlack)
- Kalinowo (Kallinowen)
- Wrony Nowe

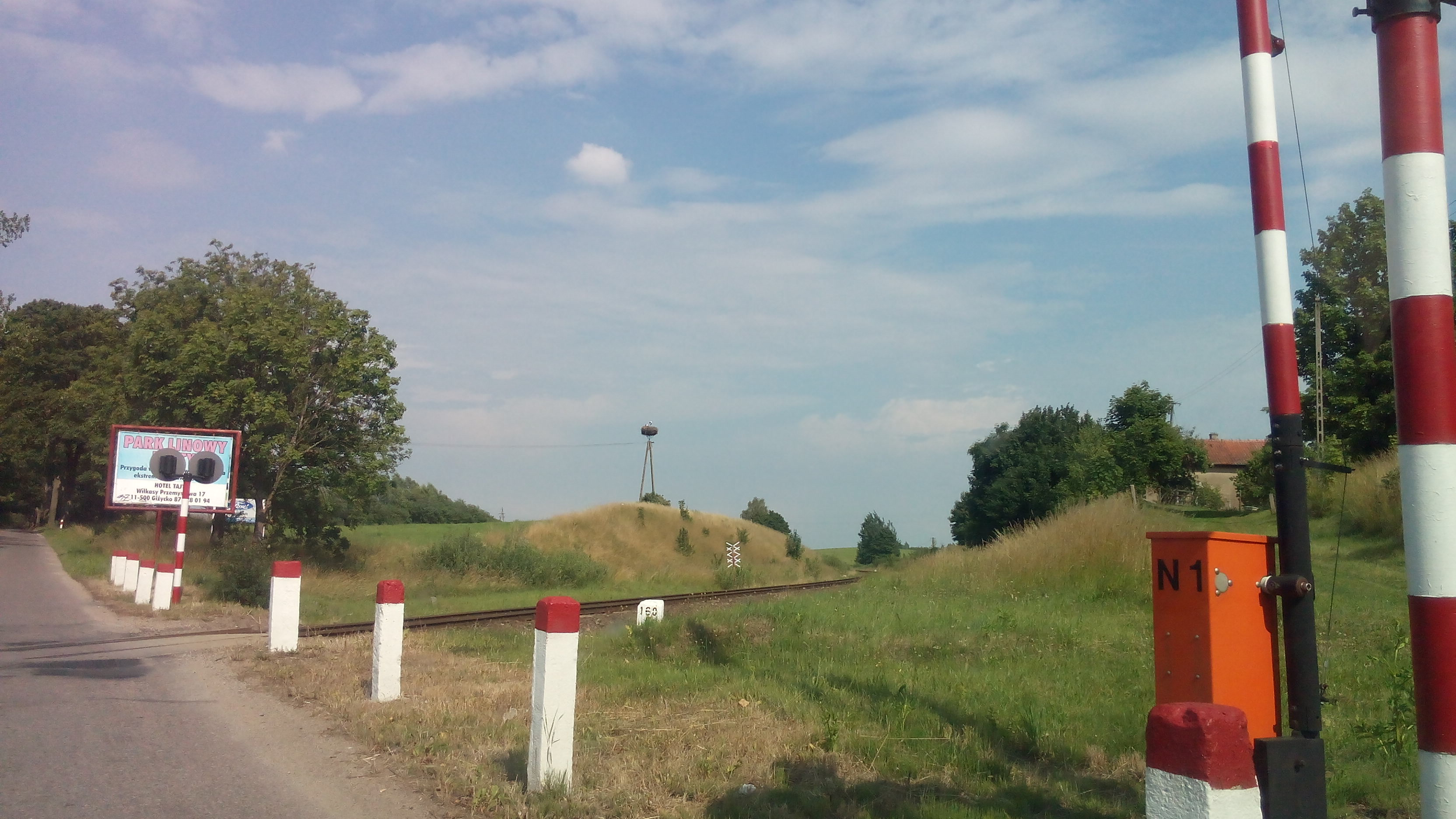
Storchennest am Bahnübergang zwischen Sterławki Małe und Kalinowo

- Wrony (Groß Wronnen, 1938–1945 Großwarnau)
- Piękna Góra (Schönberg)
- Giżycko (Lötzen) (Anschluss: → : → Mrągowo (Sensburg) – Stare Kiełbonki (Alt Kelbonken, 1938–1945 Altkelbunken) – Rozogi (Friedrichowen, 1938–1945 Friedrichshof) und → : Węgorzewo (Angerburg) – Orzysz (Arys) – Pisz (Johannisburg) – Kolno – Siedlce – Sławatycze/Belarus)